# Kasseler Dokfest
Kasseler Dokfest (Kasseler Dokumentarfilm- und Videofest) — международный фестиваль документального кино и видеоарта. Проводится в Касселе ежегодно.

## О фестивале
Международный фестиваль документального кино и видеоарта Kasseler Dokfest основан в 1982 году. Проводится ежегодно в ноябре месяце в течение 6-ти дней.
В программах фестиваля участвовали такие известные художники, как Тони Оуслер (1996), Харун Фароки (2014), Йонас Мекас (1994) и многие другие.
Первые шаги по формированию фестивальной программы видео-арта были предприняты во время 6-го фестиваля в 1989 году. Программа, посвящённая видео, была представлена на отдельной площадке, в кафе «Визави».
В 2015 году для участия в фестивале было подано 3014 заявок из 78 стран.

## Номинации Kasseler Dokfest
- Золотой Геркулес (Лучшему фильму из региона Северный Гессен, 3,000 евро)
- Золотой ключ (Лучший документальный фильм, снятый молодым режиссёром, 5,000 евро)
- Золотой куб (Лучшая инсталляция, 3,500 евро)
- Грант A38 (3-месячный грант стоимостью 4,000 евро)

## Российские фильмы на Kasseler Dokfest
- 2005 — «Солнечная сторона трассы» (реж. А. Гутман)
- 2015 — «Фильм для воображаемой музыки» (реж. М. Басов, Н. Басова)[1][2][3]